# 謝嘉怡
謝嘉怡（英語：Lisa-Marie Tse Ga Ye，1995年8月26日—），香港女主持及演員，《2020年度香港小姐競選》冠軍暨最上鏡小姐，現為無綫電視經理人合約藝員。

## 簡歷
謝嘉怡祖籍廣東東莞，從小於愛丁堡南拉纳克郡小鎮比加 (蘇格蘭城鎮)成長，祖父在大埔運頭街經營店舖「謝華記橋頭雞粥」；父親謝廣勝是生於香港、1992年移民蘇格蘭的華人，跟肥媽的兒子相識多年，2001年開始在當地和家人開設中餐館「The Oriental」（擔任經理至2012年）及炸魚薯條餐廳「The Fryery, Peter's Fish & Chip Shop, Biggar」，兩間餐廳現為謝家名下公司「Tse's Family Restaurant Limited」所擁有，2014年再分別創辦兩間再生能源公司「Eco-Fast Limited」與「Coastal Protection Engineering Global Limited」，且兼任首席執行官，主要研發水凝劑和海水泵蓄能（再生能源）科技；而母親則是在格拉斯哥長大的蘇格蘭人。
謝嘉怡曾就讀 Tinto Primary School 及 Biggar High School，2012年曾遇上車禍令頸椎受損，每當後遺症復發需接受物理治療；2019年畢業於愛丁堡納皮爾大學護理學系，畢業後曾到赞比亚擔任義工，並在利雲斯頓聖約翰醫院（St John's Hospital, Livingston）任職手術室護士。2020年6月，她為了完成其父的夢想 —— 希望女兒能參選《香港小姐競選》，以及有意去香港發展，遂獲肥媽推薦下報名參加《2020香港小姐競選》，最終奪得冠軍和「最上鏡小姐」兩個頭銜，同屆十二強佳麗源菲然亦是其表妹；此前曾於2017年報名參加港姐，但面試一刻才退出，原因是學業為重。
同年9月初，謝嘉怡獲委任為東莞同鄉總會大埔分會榮譽會長，也決定留在香港發展五年，成為無綫電視經理人合約藝員；由於2020年新冠肺炎肆虐，2020及2021年度的《國際中華小姐競選》被迫取消，故此成為繼劉倩婷及黃嘉雯後，第三個因賽事出現變卦而無緣角逐華姐的港姐冠軍。2021年8月，她加入《愛·回家之開心速遞》劇組，飾演接龍集團實習生「呂冠君」一角。

## 演出作品

### 電視劇（無綫電視）
| 首播       | 劇名              | 角色      |
| 2021年至今 | 愛·回家之開心速遞 | 呂冠君    |
| 2023年     | 有種好男人        | 玲友人    |
| 2023年     | 新四十二章        | 蘇斯克柴  |
| 2024年     | 逆天奇案2         | Miss Ross |
| 2025年     | 奪命提示          | 殺手      |
| 未播映     | 武林              |           |

### 網上直播節目（無綫電視）
| 首播   | 節目名                                     | 備註   |
| 2020年 | 2020香港小姐競選 — 第一輪網上面試          | 參賽者 |
| 2020年 | 2020香港小姐競選 — 公布海外入圍佳麗        | 參賽者 |
| 2020年 | 我和港姐有個約會                           | 參賽者 |
| 2020年 | 2020香港小姐競選 — 公布15強入圍名單        | 參賽者 |
| 2020年 | 2020香港小姐競選 — 公布12強入圍名單        | 參賽者 |
| 2020年 | 決賽佳麗誕生                               | 參賽者 |
| 2020年 | 2020香港小姐競選 × 莎莎頒獎典禮            | 參賽者 |
| 2020年 | 「中國移動香港5G 360度最奪目小姐」頒獎典禮 | 參賽者 |

### 綜藝節目（無綫電視）
| 首播   | 節目名                                           | 備註                                                       |
| 2020年 | 2020年度香港小姐競選                             |                                                            |
| 2020年 | big big shop中秋感謝祭                           | 固定演出                                                   |
| 2020年 | 星光熠熠耀保良                                   | 固定演出                                                   |
| 2020年 | 娛樂大家                                         | 第四輯 第8集嘉賓                                           |
| 2020年 | 善心滿載仁愛堂                                   | 固定演出                                                   |
| 2020年 | 一屋後生仔                                       | 第48集嘉賓                                                 |
| 2020年 | 萬千星輝賀台慶                                   | 固定演出                                                   |
| 2020年 | 歡樂滿東華                                       | 固定演出                                                   |
| 2021年 | 萬千星輝頒獎典禮2020                             | 頒獎嘉賓                                                   |
| 2021年 | 慈善星輝仁濟夜                                   | 固定演出                                                   |
| 2021年 | 天天開運王                                       | 第二輯 第20集嘉賓                                          |
| 2021年 | 博愛歡樂傳萬家                                   | 固定演出                                                   |
| 2021年 | 大整蠱                                           | 第1集嘉賓                                                  |
| 2021年 | 好聲好戲 (第一輯)                                | 固定演出                                                   |
| 2021年 | 2021年度香港小姐競選                             | 頒獎嘉賓                                                   |
| 2022年 | 2022年度香港小姐競選                             | 固定演出                                                   |
| 2023年 | 不可能任務 (第二輯)                              | 固定演出，與蔡思貝、邵珮詩、黃碧蓮、蘇韻姿、邢慧敏共同參與 |
| 2023年 | 2023年度香港小姐競選終極面試                     | 固定嘉賓                                                   |
| 2023年 | 咁你都唔識                                       | 固定演出                                                   |
| 2023年 | 2023香港小姐競選 Hello Miss Hong Kong@越南       |                                                            |
| 2023年 | 香港同胞慶祝中華人民共和國成立七十四周年文藝晚會 |                                                            |
| 2023年 | 歡樂滿東華2023                                   |                                                            |

| 首播   | 節目名          | 備註                     |
| 2020年 | TVB節目巡禮2021 | 與郭柏姸及陳楨怡一同主持 |

### 廣告及代言
| 年份   | 品牌內容                                                    |
| 2020年 | 恒基兆業地產「藝里坊·2號 - 展銷廳、示範單位及周邊文藝地標」 |
| 2022年 | 全清「高纖新沙律」                                          |
| 2022年 | 投資者及理財教育委員會「香港理財月」                        |
| 2022年 | 投資者及理財教育委員會「香港理財月2022啟動禮」              |

## 曾獲獎項與提名
| 年份   | 頒獎典禮         | 獎項                           | 角色 / 作品 | 結果 |
| 2020年 | 2020香港小姐競選 | 冠軍                           | 不適用      | 獲獎 |
| 2020年 | 2020香港小姐競選 | 最上鏡小姐                     | 不適用      | 獲獎 |
| 2020年 | 2020香港小姐競選 | 中國移動香港5G 360度最奪目小姐 | 不適用      | 獲獎 |

## 外部連結
- 謝嘉怡的Facebook專頁
- 謝嘉怡的Instagram帳戶
- 謝嘉怡的新浪微博
- 謝嘉怡的YouTube頻道 （页面存档备份，存于）

| 前任： 黃嘉雯 | 香港小姐競選冠軍 2020年 | 繼任： 宋宛穎 |

| 前任： 王菲 | 香港小姐競選最上鏡小姐 2020年 | 繼任： 楊培琳 |